# Долинское (Ананьевский район)
Долинское (укр. Долинське) — село, относится к Ананьевскому району Одесской области Украины.
Население по переписи 2001 года составляло 4036 человек. Почтовый индекс — 66442. Телефонный код — 4863. Занимает площадь 26,04 км². Код КОАТУУ — 5120281401.
Село находится в 30 км от Ананьева и в 17 км от Мардаровки.

## История
Село основано во второй половине XVIII века выходцами из Молдавии, бежавшими от турецкого гнёта. Первоначальное название села — Валя Хоцулуй (с румынского — Долина вора). По другим данным, слово Валяхоцулуй на молдавском значит долина Хоцу (имя молдавского разбойника, жившего здесь на горе во времена турецкого владычества).
По Ясскому мирному договору 1791 году земли, на которых расположено село, отошли к Российской империи.
По данным на 1859 год в казенном селе Ананьевского уезда Херсонской губернии жило 4341 человек (2212 мужчин и 2129 женщины), насчитывалось 686 дворовых хозяйств, существовала православная церковь и еврейская синагога, проходили базары.
По состоянию на 1886 год в селе Валегоцулово, центре Валегоцуловской волости, проживало 5177 человек, насчитывалось 1132 двора, существовали становая квартира 1-го стана, православная церковь, синагога, молитвенный дом, больница, школа, постоялый двор, трактир, происходили базары через 2 недели и ярмарки: 15 мая и 15 августа.
По переписи 1897 года, количество жителей возросло до 9301 человек (4762 мужского пола и 4539 — женского), из которых 1753 — православной веры..
С 1923 года село Валегоцулово являлось административным центром Валегоцуловского района Балтского округа в составе Одесской губернии. С 1924 по 1940 год район входил в состав Молдавской АССР. В 1940 году Валегоцуловский район передан в Одесскую область Украинской ССР. В 1945 году переименован в Долинский район. В 1957 году упразднён.
В 1945 г. Указом ПВС УССР село Валегоцулово переименовано в Долинское.

## Известные люди
В селе родились:
- Дариенко, Домникия Тимофеевна (1919—2010) — советская молдавская актриса. Народная артистка СССР.
- Лощиц, Юрий Михайлович (1938) — поэт, прозаик, публицист, литературовед, журналист.
- Маринат, Алексей Романович (1924—2009) — советский и молдавский писатель, драматург, публицист.
- Поникаров, Василий Андреевич (1929—2014) — советский и украинский художник, заслуженный художник Украины.
- Саминский, Лазарь Семёнович (1882—1959) — российский и американский композитор и музыковед.